# Salvia macrocalyx
Salvia macrocalyx là một loài thực vật có hoa trong họ Hoa môi. Loài này được Gardner miêu tả khoa học đầu tiên năm 1845.